# Stefan Łyczak
Stefan Łyczak (ur. 7 października 1935 w Tarnawie, powiat krasnostawski, zm. 25 kwietnia 2019 w Lublinie) – polski działacz partyjny i państwowy, pedagog, w latach 1987–1989 I sekretarz Komitetu Wojewódzkiego PZPR w Chełmie.

## Życiorys
Syn Stanisława i Zofii. Ukończył studia pedagogiczne na Uniwersytecie Marii Curie-Skłodowskiej. W 1960 wstąpił do Polskiej Zjednoczonej Partii Robotniczej. Od 1961 zastępca, a od 1962 do 1971 inspektor szkolny w Wydziale Oświaty Prezydium Powiatowej Rady Narodowej w Krasnymstawie. W 1971 został sekretarzem w Prezydium PRN. Zajmował też stanowiska sekretarza Podstawowej Organizacji Partyjnej i członka egzekutywy Komitetu Powiatowego PZPR w Krasnymstawie. Od 1975 związany z Komitetem Wojewódzkim PZPR w Chełmie kolejno jako: kierownik Wydziału Organizacyjnego (1975–1978), kierownik Rejonowego Ośrodka Pracy Partyjnej i od ok. 1985 sekretarz. Od 1987 do 1989 pełnił funkcję I sekretarza Komitetu Wojewódzkiego PZPR w Chełmie. W III RP związany m.in. ze spółdzielnią mieszkaniową w Krasnymstawie.